# جانيت كروغر
جانيت كروغر (بالألمانية: Joannette Kruger)‏ مواليد 3 سبتمبر 1973 في جوهانسبرغ، هي لاعبة كرة مضرب جنوب أفريقية سابقة بدأت مسيرتها كمحترفة سنة 1989 وكانت تلعب باليد اليمنى، اعتزلت اللعب في 2003. أعلى تصنيف لها في الفردي كان المركز الـ 21 في سنة 1998. أعلى تصنيف لها في الزوجي كان المركز الـ 91 في سنة 2002. سبق أن شاركت في دورة الألعاب الأولمبية الصيفية.

## النهائيات

### الزوجي: 3 (1-2)
| الحصيلة | الرقم | التاريخ       | الدورة                                        | الأرضية | الشريك            | المنافس                                           | النتيجة       |
| ------- | ----- | ------------- | --------------------------------------------- | ------- | ----------------- | ------------------------------------------------- | ------------- |
| الوصافة | 1.    | 2 مايو 1998   | بطولة بول الكرواتية المفتوحة للسيدات، كرواتيا | ترابية  | ميريانا لوشيتش    | لورا مونتالفو باولا سوريس                         | w/o           |
| الفوز   | 2.    | 29 يوليو 2001 | سوبوت، بولندا                                 | ترابية  | فرانسيسكا شيافوني | يوليا بيجلزيمر أناستازيا روديونوفا                | 6–4, 6–0      |
| الوصافة | 3.    | 5 أغسطس 2001  | بطولة بازل للتنس، سويسرا                      | ترابية  | مارتا ماريرو      | ماريا خوسيه مارتينيز سانشيز أنابيل ميدينا غاريغيس | 6–7(5–7), 2–6 |

## روابط خارجية
- جانيت كروغر على موقع رابطة محترفات التنس (الإنجليزية)
- جانيت كروغر على موقع الاتحاد الدولي لكرة المضرب (الإنجليزية)
- جانيت كروغر على موقع كأس بيلي جين كينغ (الإنجليزية)
- جانيت كروغر على موقع خلاصة التنس.كوم (الإنجليزية)
- جانيت كروغر على موقع أوليمبيديا (الإنجليزية)